# Saturn Awards 1990
La 16ª edizione dei Saturn Awards si è svolta il 21 gennaio 1990, per premiare le migliori produzioni cinematografiche e televisive del 1988.

## Candidati e vincitori
I vincitori sono indicati in grassetto.

### Film

#### Miglior film di fantascienza
- Alien Nation, regia di Graham Baker[1]
- Blob - Il fluido che uccide (The Blob), regia di Chuck Russell
- Cocoon - Il ritorno (Cocoon: The Return), regia di Daniel Petrie
- Ho sposato un'aliena (My Stepmother Is an Alien), regia di Richard Benjamin
- Corto circuito 2 (Short Circuit 2), regia di Kenneth Johnson
- Essi vivono (They Live), regia di John Carpenter

#### Miglior film horror
- Beetlejuice - Spiritello porcello (Beetlejuice), regia di Tim Burton[2]
- La bambola assassina (Child's Play), regia di Tom Holland
- Inseparabili (Dead Ringers), regia di David Cronenberg
- Halloween 4 - Il ritorno di Michael Myers (Halloween 4: The Return of Michael Myers), regia di Dwight H. Little
- Hellbound: Hellraiser II - Prigionieri dell'Inferno (Hellbound: Hellraiser II), regia di Tony Randel
- Nightmare 4 - Il non risveglio (A Nightmare on Elm Street 4: The Dream Master), regia di Renny Harlin
- Waxwork - Benvenuti al museo delle cere (Waxwork), regia di Anthony Hickox

#### Miglior film fantasy
- Chi ha incastrato Roger Rabbit (Who Framed Roger Rabbit), regia di Robert Zemeckis[3]
- Big, regia di Penny Marshall
- Alla ricerca della Valle Incantata (The Land Before Time), regia di Don Bluth
- S.O.S. fantasmi (Scrooged), regia di Richard Donner
- Willow, regia di Ron Howard
- Senza indizio (Without a Clue), regia di Thom Eberhardt

#### Miglior attore
- Tom Hanks - Big
- Jeremy Irons - Inseparabili (Dead Ringers)
- James Spader - Jack's Back
- Bill Murray - S.O.S. fantasmi (Scrooged)
- Bob Hoskins - Chi ha incastrato Roger Rabbit (Who Framed Roger Rabbit)

#### Miglior attrice
- Catherine Hicks - La bambola assassina (Child's Play)
- Jessica Tandy - Cocoon - Il ritorno (Cocoon: The Return)
- Cassandra Peterson - Una strega chiamata Elvira (Elvira, Mistress of the Dark)
- Joanna Pacuła - Il bacio del terrore (The Kiss)
- Amanda Donohoe - La tana del serpente bianco (The Lair of the White Worm)
- Kim Basinger - Ho sposato un'aliena (My Stepmother is an Alien)

#### Miglior attore non protagonista
- Robert Loggia - Big
- Mandy Patinkin - Alien Nation
- Michael Keaton - Beetlejuice - Spiritello porcello (Beetlejuice)
- Jack Gilford - Cocoon - Il ritorno (Cocoon: The Return)
- Robert Englund - Nightmare 4 - Il non risveglio (A Nightmare on Elm Street 4: The Dream Master)
- Christopher Lloyd - Chi ha incastrato Roger Rabbit (Who Framed Roger Rabbit)

#### Miglior attrice non protagonista
- Sylvia Sidney - Beetlejuice - Spiritello porcello (Beetlejuice)
- Joanna Cassidy - Chi ha incastrato Roger Rabbit (Who Framed Roger Rabbit)
- Katherine Helmond - Scarlatti - Il thriller (Lady in White)
- Clare Higgins - Hellbound: Hellraiser II - Prigionieri dell'Inferno (Hellbound: Hellraiser II)
- Jean Marsh - Willow
- Zelda Rubinstein - Poltergeist III - Ci risiamo (Poltergeist III)
- Meredith Salenger - Il bacio del terrore (The Kiss)

#### Miglior attore emergente
- Fred Savage - Viceversa, due vite scambiate (Vice Versa)
- Jared Rushton - Big
- Alex Vincent - La bambola assassina (Child's Play)
- Rodney Eastman - Arma mortale (Deadly Weapon)
- Lukas Haas - Scarlatti, il thriller (Lady in White)
- Corey Haim - Alterazione genetica (Watchers)
- Warwick Davis - Willow

#### Miglior regia
- Robert Zemeckis - Chi ha incastrato Roger Rabbit (Who Framed Roger Rabbit)[4]
- Tim Burton - Beetlejuice - Spiritello porcello (Beetlejuice)
- Renny Harlin - Nightmare 4 - Il non risveglio (A Nightmare on Elm Street 4: The Dream Master)
- Anthony Hickox - Waxwork - Benvenuti al museo delle cere (Waxwork)
- Penny Marshall - Big
- Charles Matthau - Galeotti sul pianeta Terra (Doin' Time on Planet Earth)

#### Miglior sceneggiatura
- Gary Ross e Anne Spielberg - Big
- Michael McDowell e Warren Skaaren - Beetlejuice - Spiritello porcello (Beetlejuice)
- Tom Holland, John Lafia e Don Mancini - La bambola assassina (Child's Play)
- David Cronenberg e Norman Snider - Inseparabili (Dead Ringers)
- Alan McElroy - Halloween 4 - Il ritorno di Michael Myers (Halloween 4: The Return of Michael Myers)
- Jeffrey Price e Peter S. Seaman - Chi ha incastrato Roger Rabbit (Who Framed Roger Rabbit)

#### Migliori effetti speciali
- George Gibbs, Industrial Light & Magic, Ken Ralston e Richard Williams - Chi ha incastrato Roger Rabbit (Who Framed Roger Rabbit)
- Alan Munro, Ted Rae e Robert Short - Beetlejuice - Spiritello porcello (Beetlejuice)
- Kevin Pike, Hoyt Yeatman e Will Vinton - Moonwalker
- Eric Brevig e Allen Hall - S.O.S. fantasmi (Scrooged)
- Eric Allard e Jeff Jarvis - Corto circuito 2 (Short Circuit 2)
- John Richardson - Willow

#### Miglior colonna sonora
- Christopher Young - Hellbound: Hellraiser II - Prigionieri dell'Inferno (Hellbound: Hellraiser II)
- Danny Elfman - Beetlejuice - Spiritello porcello (Beetlejuice)
- Michael Hoenig - Blob - Il fluido che uccide (The Blob)
- Howard Shore - Inseparabili (Dead Ringers)
- John Massari - Killer Klowns from Outer Space
- John Carpenter e Alan Howarth - Essi vivono (They Live)
- Alan Silvestri - Chi ha incastrato Roger Rabbit (Who Framed Roger Rabbit)

#### Migliori costumi
- Barbara Lane - Willow
- Denise Cronenberg - Inseparabili (Dead Ringers)
- Darcie F. Olson - Killer Klowns from Outer Space
- Michael Jeffery - La tana del serpente bianco (The Lair of the White Worm)
- Stephen M. Chudej - Nightfall
- Leonard Pollack - Waxwork - Benvenuti al museo delle cere (Waxwork)

#### Miglior trucco
- Ve Neill, Steve LaPorte e Robert Short - Beetlejuice - Spiritello porcello (Beetlejuice)
- John M. Elliott Jr. e Stan Winston - Alien Nation
- R. Christopher Biggs e Sheri Short - Critters 2 (Critters 2: The Main Course)
- Mark Shostrom - Fantasmi II (Phantasm II)
- David LeRoy Anderson e Lance Anderson - Il serpente e l'arcobaleno (The Serpent and the Rainbow)
- Bob Keen - Waxwork - Benvenuti al museo delle cere (Waxwork)

### Televisione

#### Miglior serie televisiva
- Star Trek: The Next Generation
- La bella e la bestia (Beauty and the Beast)
- Freddy's Nightmares
- Venerdì 13 (Friday the 13th: The Series)
- Cose dell'altro mondo (Out of This World)
- Superboy
- La guerra dei mondi (War of the Worlds)

## Premi speciali
- President's Award: Carrie Fisher
- Life Career Award: Ray Walston